# César-díjak 1976
Az 1. Césarok éjszakáját 1976. április 3-án a párizsi Kongresszusi Palotában rendezték meg, Jean Gabin színész tiszteletbeli elnökletével, akinek ez volt az utolsó megjelenése nagyközönség előtt.
13 Césart osztottak ki. A legjobb film Robert Enrico francia-német koprodukcióban készült háborús filmdrámája, A bosszú  lett, Philippe Noiret és Romy Schneider főszereplésével. A valós történelmi eseményeken, a Waffen-SS Oradour-sur-Glane-i mészárlásán alapuló alkotás a kilenc jelölésből még további két díjat vitt el; jutalmazták férfi főszereplőjét és zenéjét. A női főszereplő egy másik filmben, A szeretet a legfontosabbben  nyújtott alakításáért vehette át a díj történetének legelső kisplasztikáját. Négy Césart érdemelt ki Bertrand Tavernier kosztümös vígjátéka, a Kezdődjék hát az ünnep! és kettőt a Louis Malle által rendezett Black Moon. A legjobb külföldi film díját Dino Risi vehette át, A nő illata című melodrámájáért.
A gálán megemlékeztek az 1975-ben elhunyt olyan filmes nagyságokról és előadóművészekről, mint Michel Simon, Josephine Baker, Pierre Fresnay, Susan Hayward, Fredric March, Richard Conte és Pier Paolo Pasolini. Tiszteletbeli Césart kapott Ingrid Bergman és Diana Ross, aki fellépésével is emelte a rendezvény színvonalát.
A legjobb színésznő díjra jelölt Isabelle Adjani, nagy izgalmában és győzelmének biztos tudatában felállt, hogy kimenjen, még mielőtt elhangzott volna a valódi nyertes neve, Romy Schneideré.

## Díjazottak
| Díjak                                      | Díjazottak és jelöltek |
| ------------------------------------------ | --- |
| legjobb film                               | - A bosszú (Le vieux fusil), rendezte: Robert Enrico - Sógorok, sógornők (Cousin, cousine), rendezte: Jean-Charles Tacchella - Kezdődjék hát az ünnep! (Que la fête commence), rendezte: Bertrand Tavernier - Sept morts sur ordonnance, rendezte: Jacques Rouffio                         |
| legjobb rendező                            | - Bertrand Tavernier – Kezdődjék hát az ünnep! (Que la fête commence) - François Truffaut – Adèle H. története (L'histoire d'Adèle H.) - Robert Enrico – A bosszú (Le vieux fusil) - Jean-Paul Rappeneau – Vadember (Le sauvage)                                                           |
| legjobb színésznő                          | - Romy Schneider – A szeretet a legfontosabb (L'important c'est d'aimer) - Isabelle Adjani – Adèle H. története (L'histoire d'Adèle H.) - Catherine Deneuve – Vadember (Le sauvage) - Delphine Seyrig – India Song                                                                         |
| legjobb színész                            | - Philippe Noiret – A bosszú (Le vieux fusil) - Gérard Depardieu – Sept morts sur ordonnance - Victor Lanoux – Sógorok, sógornők (Cousin, cousine) - Jean-Pierre Marielle – Les galettes de Pont-Aven                                                                                      |
| legjobb mellékszereplő színésznő           | - Marie-France Pisier – Sógorok, sógornők (Cousin, cousine) - Isabelle Huppert – Aloïse - Andréa Ferréol – Les galettes de Pont-Aven - Christine Pascal – Kezdődjék hát az ünnep! (Que la fête commence)                                                                                   |
| legjobb mellékszereplő színész             | - Jean Rochefort – Kezdődjék hát az ünnep! (Que la fête commence) - Victor Lanoux – Agyő haver! (Adieu poulet) - Patrick Dewaere – Agyő haver! (Adieu poulet) - Jean Bouise – A bosszú (Le vieux fusil)                                                                                    |
| legjobb operatőr                           | - Sven Nykvist – Fekete Hold (Black Moon) - Étienne Becker – A bosszú (Le vieux fusil) - Pierre Lhomme – Az orchidea húsa (La chair de l'orchidée) - Pierre Lhomme – Vadember (Le sauvage)                                                                                                 |
| legjobb vágás                              | - Genevieve Winding – Sept morts sur ordonnance - Christiane Lack – A szeretet a legfontosabb (L'important c'est d'aimer) - Jean Ravel – Agyő haver! (Adieu poulet) - Marie-Josèphe Yoyotte – Vadember (Le sauvage) - Eva Zora – A bosszú (Le vieux fusil)                                 |
| legjobb eredeti vagy adaptált forgatókönyv | - Bertrand Tavernier és Jean Aurenche – Kezdődjék hát az ünnep! (Que la fête commence) - Georges Conchon és Jacques Rouffio – Sept morts sur ordonnance - Robert Enrico és Pascal Jardin – A bosszú (Le vieux fusil) - Jean-Charles Tacchella – Sógorok, sógornők (Cousin, cousine)        |
| legjobb filmzene                           | - François de Roubaix – A bosszú (Le vieux fusil) - Carlos d'Alessio – India Song - Fülöp orléans-i herceg és Antoine Duhamel – Kezdődjék hát az ünnep! (Que la fête commence) - Paul de Senneville és Olivier Toussaint – Un linceul n'a pas de poches                                    |
| legjobb hang                               | - Nara Kollery – Fekete hold (Black Moon) - Harald Maury és Harrik Maury – Hu-Man - Michel Vionnet – India Song - Bernard Aubouy – A bosszú (Le vieux fusil) |
| legjobb díszlet                            | - Pierre Guffroy – Kezdődjék hát az ünnep! (Que la fête commence) - Jean-Pierre Kohut-Svelko – Adèle H. története (L'histoire d'Adèle H.) - Jean-Pierre Kohut-Svelko – A szeretet a legfontosabb (L'important c'est d'aimer) - Richard Peduzzi – Az orchidea húsa (La chair de l'orchidée) |
| legjobb külföldi film                      | - A nő illata (Profumo di donna), rendezte: Dino Risi ( ITA) - Aguirre, isten haragja (Aguirre, der Zorn Gottes), rendezte: Werner Herzog ( FRG) - A varázsfuvola (Trollflöjten), rendezte: Ingmar Bergman ( SWE) - Nashville, rendezte: Robert Altman ( UK, USA, FRA, FIN, SWE, FRG)      |
| tiszteletbeli César                        | - Diana Ross - Ingrid Bergman |

## Többszörös jelölések és elismerések
| Jelölés | Díj | Magyar cím                | Eredeti cím               |
| ------- | --- | ------------------------- | ------------------------- |
| 9       | 3   | A bosszú                  | Le vieux fusil            |
| 7       | 4   | Kezdődjék hát az ünnep!   | Que la fête commence      |
| 4       | 1   | –––                       | Sept morts sur ordonnance |
| 4       | 1   | Sógorok, sógornők         | Cousin, cousine           |
| 4       | 0   | Vadember                  | Le sauvage                |
| 3       | 0   | Adèle H. története        | L'histoire d'Adèle H.     |
| 3       | 1   | A szeretet a legfontosabb | L'important c'est d'aimer |
| 3       | 0   | Agyő haver!               | Adieu poulet              |
| 3       | 0   | –––                       | India Song                |
| 2       | 2   | Fekete Hold               | Black Moon                |
| 2       | 0   | Az orchidea húsa          | La chair de l'orchidée    |
| 2       | 0   | –––                       | Les galettes de Pont-Aven |